# PD-128,907
PD-128,907（3,4,4a,10b-四氢-4-丙基-2H,5H-[1]苯并吡喃并[4,3-b]-1,4-噁嗪-9-酚），分子式C14H19NO3，是一种用于科研的多巴胺受體D2和D3激动剂。其合成已有文献报道。